# 大松町 (徳島市)
大松町（おおまつちょう）は、徳島県徳島市の町名。勝占地区に属している。郵便番号は〒770-8022。徳島市の調査による2012年4月現在の人口は696人、世帯数は257世帯。

## 地理
徳島市の東部に位置。北は雑賀町、西は三軒屋町・西須賀町、東は論田町、南は勝占町・小松島市と接する。
米作を中心とする純農業地域であったが、市街地化傾向が進む。西に多々羅川・大松川が、東に勝浦川が流れ、ほとんどが平地である。国道55号バイパスが完成したことに伴い、商業地化が進んでいる。
農業は米作のほかイチゴのハウス栽培も行われている。

### 河川
- 多々羅川
- 大松川
- 勝浦川

### 小字
| - 鰯口 - 榎原外 - 大久保 - 上西奥 - 上野神 | - 上ノ口 - 下西奥 - 下野神 - 高曽根 - 塚田 | - 釣釜 - 西奥外 - 緑 - 宮ノ本 |  |

## 歴史

### 大松村
江戸時代から明治22年にかけて勝浦郡に存在した村名。徳島藩領。明治4年に徳島県、同年に名東県、明治9年に高知県を経て明治13年に再び徳島県に所属。
明治7年に大松小学校が持福寺に創立され、明治16年に西須賀小学校と合併して松賀小学校と改称、当村上野神に後者を新築した。明治19年に大松尋常小学校と改称。

### 大松
明治22年から昭和27年に存在した大字名。はじめは勝占村、昭和26年より徳島市の大字となる。米麦が農業経営の中心。大正9年に徳島小松島線が県道に指定された。

### 現在
昭和27年より現在の徳島市の町名となる。勝浦川・大松川・多々羅川沿いに水田が広がる米作中心の純農村地域であったが、昭和45年から国道55号バイパス工事に着手し商業化が進んだ。

## 施設
- 徳島市立大松小学校
- 徳島市立大松保育所
- 持福寺（高野山真言宗）
- 杉尾神社
- 八坂神社

## 交通

### 道路
国道
- 国道55号

都道府県道
- 徳島県道136号宮倉徳島線
- 徳島県道212号新浜勝浦線